# 舟橋正夫
舟橋 正夫（ふなばし まさお、1913年5月5日 - 1996年8月16日）は、日本の経営者。
古河電気工業社長を務めた。愛知県名古屋市出身。

## 経歴
1932年に東京帝国大学経済学部商業学科を卒業し、同年に古河電気工業に入社。1964年11月に取締役に就任し、1968年7月に常務、1971年12月に専務を経て、1973年6月に副社長に就任し、1974年11月には社長に昇格。1983年6月に会長を経て、1989年6月から取締役相談役を務めた。
1980年4月に藍綬褒章を受章し、1985年11月に勲二等旭日重光章を受章した。
1996年8月16日食道がんのために死去。83歳没。